# Twierdzenie Cayleya-Hamiltona
Twierdzenie Cayleya-Hamiltona mówi, że każda macierz kwadratowa nad ciałem liczb rzeczywistych lub zespolonych jest pierwiastkiem swojego wielomianu charakterystycznego. Nazwa upamiętnia matematyków: Arthura Cayleya i Williama Hamiltona
Dokładniej; jeżeli {\displaystyle A} jest macierzą {\displaystyle n\times n} oraz {\displaystyle I_{n}} jest macierzą identycznościową {\displaystyle n\times n} to wielomian charakterystyczny {\displaystyle A} jest zdefiniowany jako:
{\displaystyle w(\lambda )=\det(\lambda I_{n}-A),}
gdzie {\displaystyle \det } oznacza wyznacznik.
Twierdzenie Cayleya-Hamiltona mówi, że podstawienie {\displaystyle A} do wielomianu charakterystycznego daje w rezultacie macierz złożoną z samych zer:
{\displaystyle w(A)=0_{n}.}
Ważnym wnioskiem z teorii Cayleya-Hamiltona jest fakt, że wielomian minimalny danej macierzy jest dzielnikiem wielomianu charakterystycznego. Jest to bardzo przydatne podczas znajdowania postaci Jordana danej macierzy.

## Przykład
Rozważmy macierz
{\displaystyle A={\begin{bmatrix}1&2\\3&4\end{bmatrix}}.}
Wielomian charakterystyczny tej macierzy ma następującą postać:
{\displaystyle w(\lambda )={\begin{vmatrix}\lambda -1&-2\\-3&\lambda -4\end{vmatrix}}=(\lambda -1)(\lambda -4)-2\cdot 3=\lambda ^{2}-5\lambda -2.}
Twierdzenie Cayleya-Hamiltona mówi, że
{\displaystyle A^{2}-5A-2I_{2}=0_{2}}
czyli:
{\displaystyle {\begin{aligned}A^{2}-5A-2I_{2}&={\begin{bmatrix}1&2\\3&4\end{bmatrix}}^{2}-5\cdot {\begin{bmatrix}1&2\\3&4\end{bmatrix}}-2\cdot {\begin{bmatrix}1&0\\0&1\end{bmatrix}}\\[1ex]&={\begin{bmatrix}7&10\\15&22\end{bmatrix}}-{\begin{bmatrix}5&10\\15&20\end{bmatrix}}-{\begin{bmatrix}2&0\\0&2\end{bmatrix}}\\[1ex]&={\begin{bmatrix}0&0\\0&0\end{bmatrix}}.\end{aligned}}}
Twierdzenie Cayleya-Hamiltona pozwala obliczać potęgi macierzy o wiele prościej, niż przez bezpośrednie mnożenia.
Biorąc powyższe wyniki
{\displaystyle A^{2}-5A-2I_{2}=0_{2}}
{\displaystyle A^{2}=5A+2I_{2}.}
policzmy {\displaystyle A^{4}{:}}
{\displaystyle A^{3}=(5A+2I_{2})A=5A^{2}+2A=5(5A+2I_{2})+2A=27A+10I_{2}}
{\displaystyle A^{4}=A^{3}A=(27A+10I_{2})A=27A^{2}+10A=27(5A+2I_{2})+10A}
{\displaystyle A^{4}=145A+54I_{2}.}